# Cheilolejeunea obtruncata
Cheilolejeunea obtruncata là một loài Rêu trong họ Lejeuneaceae. Loài này được (Mont.) Solari mô tả khoa học đầu tiên năm 1983.